# アゾジカルボン酸ジエチル
アゾジカルボン酸ジエチル（アゾジカルボンさんジエチル、diethyl azodicarboxylate）は有機化合物である。しばしばDEADと略記される。アゾ基と2つのエステル基を持つ。赤橙色の液体であり、様々な場面で反応試薬として用いられるが、極めて有害である。

## 合成
広く用いられており市販もされているが、研究室で合成することも可能である。ヒドラジンをクロロギ酸エチルでアルキル化し、続いて塩素と反応させることで得られる。
{\displaystyle {\ce {2CH3CH2O2CCl\ + N2H4 -> CH3CH2O2CN(H)N(H)CO2CH2CH3\ + 2HCl}}}
{\displaystyle {\ce {CH3CH2O2CN(H)N(H)CO2CH2CH3\ + Cl2 -> CH3CH2O2CN=NCO2CH2CH3\ + 2HCl}}}
2段階目の反応では、赤煙硝酸を用いることもできる。

## 応用
アゾ基に電子求引性のエトキシカルボニル基が2つ結合した構造であるため、電子受容体として優れている。この性質を生かし、光延反応やクリックケミストリーで重要な反応試薬として用いられている。ディールス・アルダー反応の基質にも用いられ、ビシクロ [2.1.0] ペンタンの前駆体合成への利用例が報告されている。
ただし現在は、安全性が高いアゾジカルボン酸ジイソプロピル（DIAD）が用いられることが多い。DIADは、イソプロピル基に由来する立体障害が大きいこと、副生成物としてヒドラジドを生成しにくいことなどの利点がある。

## 安全性
毒性を持っており、衝撃に弱く、熱的にも不安定である。このため以前は純粋なものが市販されていたが、最近では40％トルエン溶液などとして供給されることが多い。